# Скопец, Арсений Валентинович
Арсений Валентинович Скопец (бел. Арсеній Валянцінавіч Скапец; род. 10 июня 2005, Минск) — белорусский футболист, вратарь клуба БАТЭ.

## Карьера
Воспитанник футбольной академии борисовского БАТЭ. Первым тренером футболиста был Александр Сергеевич Михайлов. В 2022 году футболист стал выступать за дублирующий состав клуба, а также впервые попал в заявку основной команды клуба. В начале 2024 года футболист стал полноценно готовиться к новому сезону с основной командой клуба. В апреле 2024 года футболист отправился в распоряжение второй команды клуба БАТЭ-2. Дебютный матч за команду футболист сыграл 7 апреля 2024 года против «Барановичей». За основную команду клуба футболист дебютировал 13 апреля 2024 года в матче против жодинского «Торпедо-БелАЗ». На протяжении сезона футболист выступал за борисовский клуб в роли основного вратаря, вместе с которым завершил чемпионат на итоговом восьмом месте.
В декабре 2024 года футболист сообщил, что у него ещё действующий контракт с борисовским клубом на следующий сезон. Первый матч в новом сезоне футболист сыграл 15 марта 2025 года против «Витебска».

## Международная карьера
В августе 2021 года футболист получил вызов в юношескую сборную Беларуси до 17 лет. Дебютировал за сборную футболист в товарищеском матче против сборной Украины. В октябре 2021 года футболист вместе с клубом принимал участие в квалификационных матчах юношеского чемпионата Европы, однако оставался на скамейке запасных. В марте 2024 года футболист получил вызов в молодёжную сборную Беларуси для участие в квалификационном матче молодёжного чемпионата Европы. Дебютировал за сборную футболист 22 марта 2024 года в матче против сборной Греции.